# Funiculaire du mont Kōya
Le funiculaire du mont Kōya (高野山ケーブル, Kōyasan Kēburu), officiellement ligne funiculaire (鋼索線, Kōsaku-sen), est un funiculaire situé sur les pentes du mont Kōya, dans la préfecture de Wakayama au Japon. Il est exploité par la compagnie Nankai.

## Description

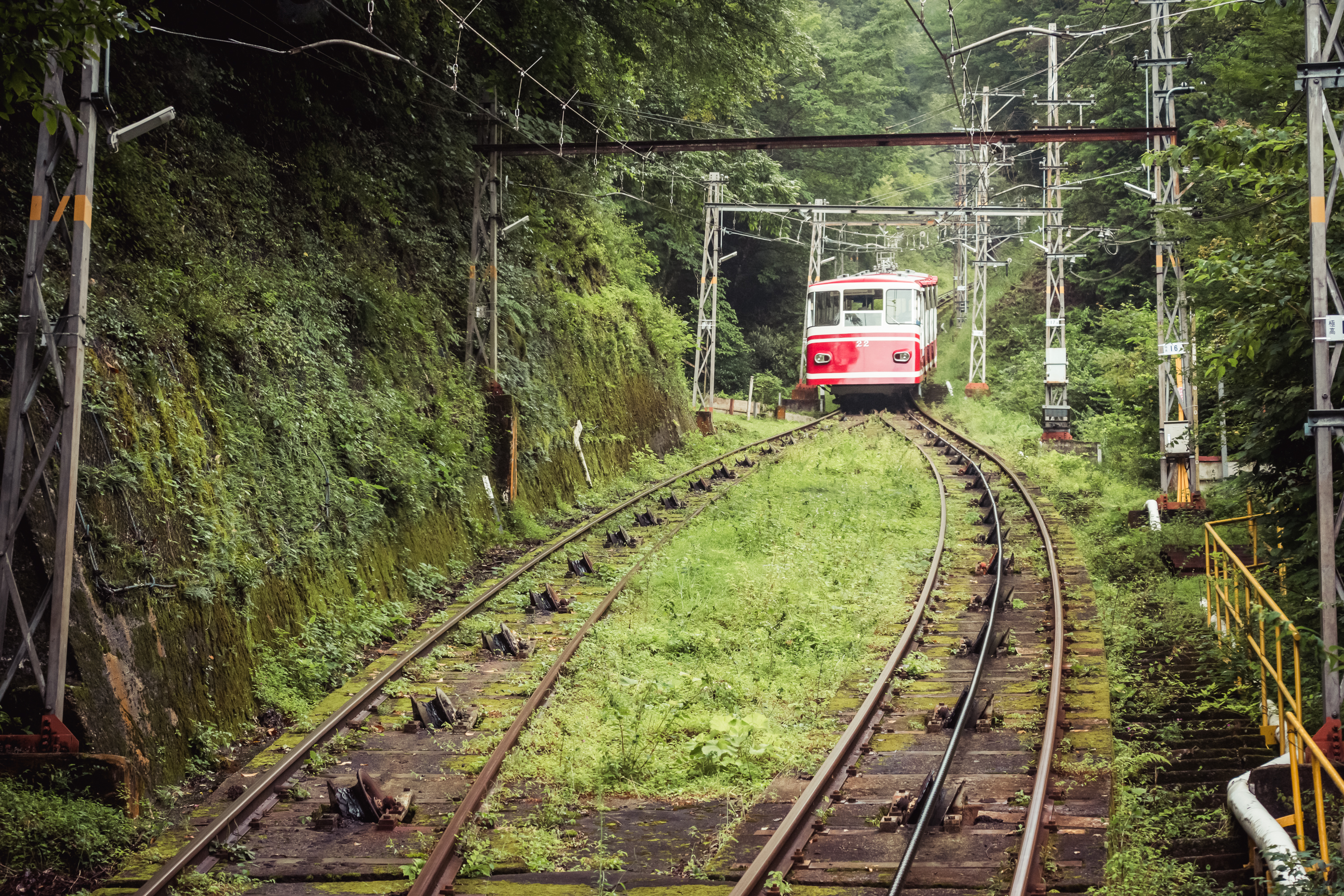
Vue de l'évitement central.

Le funiculaire se compose d'une voie unique avec évitement central.

## Histoire
Le funiculaire ouvre en 1930. Les véhicules actuels ont été construits par CWA Constructions et ont été introduits en 2019.

## Caractéristiques

### Ligne
- Longueur du trajet : 800 m
- Longueur à l'horizontale : 729 m
- Dénivelé : 328 m
- Pente moyenne : 44,9 %
- Pente maximale : 56,8 %
- Inclinaison moyenne : 24°
- Écartement rails : 1 067 mm
- Nombre de gares : 2
- Durée : 4 m 12 s

### Liste des gares
| Numéro | Gare          | Nom japonais | Distance (km) | Correspondances | Localisation |
| ------ | ------------- | ------------ | ------------- | --------------- | ------------ |
| NK86   | Gokurakubashi | 極楽橋       | 0             | Nankai : Kōya   | Kōya         |
| NK87   | Mont Kōya     | 高野山       | 0,8           |                 | Kōya         |